# 祝聖
祝聖，基督教神學術語，是一種行為或儀式。天主教稱為祝聖，聖公會稱為聖別，東正教稱為成聖。在授與聖職時（如任命主教）會進行祝聖儀式，稱為「聖秩」。

## 字源
祝聖，源自古希臘文，字面意思是「與神聖連結」，與神聖化（Sanctification）是同義字。在基督教會中，祝聖是用來分開屬於人世與奉獻給神、屬於神聖的事物或服務。